# Uwe Sauer (équitation)
Pour les articles homonymes, voir Uwe Sauer.
Uwe Sauer (né le 30 août 1943 à Hambourg) est un cavalier de dressage allemand.

## Biographie
Uwe Sauer devient avec Hintertraum vice-champion d'Allemagne en 1978 derrière Reiner Klimke. En 1979, il finit à la sixième place en individuel aux championnats d'Europe à Aarhus, il ne fait pas partie de l'équipe d'Allemagne qui prend le titre par équipe. Il est sélectionné pour les Jeux Olympiques de 1980 à Moscou, mais n'y participe pas à cause du boycott. Lors des jeux parallèles à Goodwood en Angleterre, Sauer finit quatrième en individuel et gagne avec l'équipe allemande.
En 1983, il monte un nouveau cheval, Montevideo, et apparaît avec lui aux championnats d'Europe à Aix-la-Chapelle. Dans la compétition individuelle, il termine troisième derrière la Danoise Anne Grethe Törnblad et Reiner Klimke. L'équipe allemande composée aussi d'Uwe Schulten-Baumer et Herbert Krug prend le titre de champion par équipe. En 1984, Sauer termine de nouveau derrière Klimke au championnat d'Allemagne. Aux Jeux olympiques, il est sixième au classement individuel et gagne la médaille d'or par équipe en compagnie de Reiner Klimke et Herbert Krug. Après un troisième titre de vice-champion national, il participe aux Championnats d'Europe en 1985 à Copenhague. Klimke et Sauer ainsi que Tilmann Meyer zu Erpen et Uwe Schulten-Baumer remportent le titre par équipe.

## Source, notes et références
1. ↑  (en) « Olympics Site Closed », sur sports-reference.com (consulté le 7 avril 2023).
2. ↑  « Reitsport - Weltmeisterschaften (Dressur) : », sur sport-komplett.de (consulté le 7 avril 2023).

- (de) Cet article est partiellement ou en totalité issu de l’article de Wikipédia en allemand intitulé « Uwe Sauer » (voir la liste des auteurs).